# Panaxia ocellata
Panaxia ocellata är en fjärilsart som beskrevs av Kettlewell 1943. Panaxia ocellata ingår i släktet Panaxia och familjen björnspinnare. Inga underarter finns listade i Catalogue of Life.